# Березовка (Максатихинский район)
Березовка — деревня в Максатихинском районе Тверской области России. Входит в состав Рыбинского сельского поселения.

## История
В 1966 г. указом президиума ВС РСФСР деревня Блудницы переименована в Березовка.

## Население
| 1859 | 1897 | 2002 | 2008 | 2010 |
| ---- | ---- | ---- | ---- | ---- |
| 497  | ↗578 | ↘60  | ↘44  | ↘34  |